# المباني التقليدية الخاصة بشعب أسانتي
المباني التقليدية الخاصة بشعب أسانتي هي أحد مواقع التراث العالمى في غانا تقع في شمال شرق منطقة كوماسي وهي عبارة عن 13 مبنى بني في عهد إمبراطورية أسانتي.
بلغت إمبراطورية أسانتي عهدها الذهبي في القرن الثامن عشر وسقطت عقب الاحتلال البريطاني في الفترة 1806 إلى 1901 وقد دمرت معظم الأبنية التابعة لهذه الإمبراطورية خلال هذه الفترة. وقد دمر الضريح الملكي من قبل بادن باول سنة 1895.
وقد وصفت المباني بأنها "المنزل للرجال والآلهة"، وهما آخر ما تبقى من تاريخ وثقافة الشعب اسانتي. المنازل مبنية من القش والطين والخشب، وعرضة للظروف المناخية. ولذلك هناك حاجة للحفاظ على المباني.